# Tehnologija radio pristupa
Tehnologija radio pristupa (RAT) je osnovna fizička metoda povezivanja za radio komunikaciju. Mnogi moderni mobilni telefoni podržavaju nekoliko RAT-ova u jednom uređaju, kao što su Bluetooth, Wi-Fi, GSM, UMTS, LTE ili 5G NR.
Termin RAT se tradicionalno koristio u interoperabilnosti mobilnih komunikacionih mreža.
Poslednjih godina, termin RAT se koristi u diskusijama o heterogenim bežičnim mrežama.  Termin se koristi kada uređaj korisnika bira između tipa RAT-a koji koristi za povezivanje sa internetom. Ovo se često vrši slično kao selekcija pristupne tačke u IEEE 802.11 (Wi-Fi) mrežama.

## Inter-RAT (IRAT) prebacivanje
Mobilni terminal, dok je povezan koristeći RAT, vrši merenja susednih ćelija i šalje izveštaj o merenju mreži. Na osnovu ovog izveštaja o merenju koji dostavlja mobilni terminal, mreža može započeti prebacivanje sa jednog RAT-a na drugi, npr. sa WCDMA na GSM ili obrnuto. Kada se prebacivanje na novi RAT završi, kanali koji su korišćeni od strane prethodnog RAT-a se oslobađaju.

## Vidi također
- Mreža radio pristupa (RAN)